# Dihammaphora meissneri
Dihammaphora meissneri är en skalbaggsart som beskrevs av Julius Melzer 1935. Dihammaphora meissneri ingår i släktet Dihammaphora och familjen långhorningar. Inga underarter finns listade i Catalogue of Life.